# Манастири Епархије тимочке
Манастири Епархије тимочке су део богате баштине Српског народа Јужне и источне Србије која се судбински везала за духовну, културну и просветну делатност и национално биће српског становништва ових области. Делећи судбину народа који их је градио, манастири изграђени на простору Јужне и источне Србије некада су се уздизали до божански лепог, или, пак, били рушени и спаљаивани, од бројних освајача овог дела Балкана. Њихови сачувани остаци и даље зраче божанском светлошћу која је окупљала народ да слави Бога и скупља снагу да опстане и манастире обнови, и тако у круг.
Обнављајући многе старе светиње народ овог подручја Србије сачувао је византијске тековине Хришћанства зачетог на овом простору и православне законе и српску духовност. Зато, је сам чин упознавања са овим манастирима једнако важан за обнову порушених и изградњу нових на простору Јужне и источне Србије.

## Значај
Споменичко наслеђе са простора Јужне и источне Србије заузима значајно место у културној ризници Србије и Балкана. На територији која је у надлежности Епархије тимочке и Завода за заштиту споменика културе Ниш налазе се шест општина (Кладово, Мајданпек, Неготин, Бољевац, Књажевац и Сокобања) и два града (Бор и Зајечар), са 14 градских и 252 сеоска насеља.

## Списак манастира
| Списак манастира Епархије тимочке |                 |                |                 |          |
| Слика                             | Назив манастира | Локација       | Подигнут        | Напомена |
|                                   | Буково          | Неготин        | 13. век         |          |
|                                   | Вратна          | Вратна         | 14. век         |          |
|                                   | Свете Тројице   | Горња Каманица | 1457.           |          |
|                                   | Грлиште         | Грлиште        | 14. век.        |          |
|                                   | Јеременчић      | Ресник         | 1392.           |          |
|                                   | Короглаш        | Милошево       | 15. век         |          |
|                                   | Крепичевац      | Јабланица      | 15. век         |          |
|                                   | Лапушња         | Луково         | 15. век.        |          |
|                                   | Лозица          | Криви Вир      | 14. или 15. век |          |
|                                   | Манастирица     | Манастирица    | 14. век         |          |
|                                   | Суводол         | Селачка        | 14. век         |          |